# Ромадановский овраг
Ромада́новский овраг — овраг в Ишимбайском районе Башкортостана, памятник природы (с 1965 года), расположенный в долине реки Картышла (бассейн реки Тор), на восточной окраине села Ромадановка.
Покрыт луговой и лугово-степной растительностью.

## Описание
На склонах и дне оврага, на месте высохшей речки, в естественном обнажении на дневную поверхность выходят отложения песков и белых глин, в которые вкраплены конкреции железистого песчаника. В этих конкрециях находятся великолепные, хорошо сохранившиеся отпечатки листьев деревьев, которые произрастали в эпоху олигоцена кайнозойской эры. Находка позволила исследователям более точно охарактеризовать движения формирования земной коры в этом регионе.

Один из эталонных разрезов отложений олигоцена суммарной мощностью 6 м. Сложен песчаниками, глинами, глинистыми песками. Они содержат конкреции железистого песчаника с отпечатками растений олигоценовой флоры (преимущественно листьев вечнозелёных и голосеменных деревьев Fagus speritus, Potomogeton speritus и др.). Известным советским палеонтологом А.Н. Криштофовичем были определены виды теплолюбивых родов растений, произраставших здесь миллионы лет назад: гинкго, граб, каштан, болотный кипарис, платан и др.
Впервые описан А. П. Тяжевой (1937), исследован Г. В. Вахрушевым (1940), В. Л. Яхимович (1958).